# Conor Chinn
Conor Chinn (La Jolla, 29 agosto 1987) è un ex calciatore statunitense, di ruolo attaccante.